# David Cubillán
David Alejandro Cubillán León (Maracaibo, 27 luglio 1987) è un cestista venezuelano.

## Carriera
Con il Venezuela ha disputato i Giochi olimpici di Rio de Janeiro 2016 e tre edizioni dei Campionati americani (2011, 2013, 2015).